# Fußball-Europameisterschaft 2008/Griechenland
Die griechische Fußballnationalmannschaft bei der Fußball-Europameisterschaft 2008 in Österreich und der Schweiz:

## Qualifikation

### Spielergebnisse
(Ergebnisse aus griechischer Sicht)
| Datum      | Spielort                        | Gegner                 | Ergebnis  | Torschützen |
| ---------- | ------------------------------- | ---------------------- | --------- | --- |
| 02.09.2006 | Chișinău, Baza Zimbru           | Moldau                 | 1:0 (0:0) | 1:0 Nikos Liberopoulos (78.) |
| 07.10.2006 | Piräus, Karaiskakis-Stadion     | Norwegen               | 1:0 (0:0) | 1:0 Kostas Katsouranis (32.) |
| 11.10.2006 | Zenica, Stadion Bilino Polje    | Bosnien u. Herzegowina | 4:0 (1:0) | 1:0 Angelos Charisteas (9., Elfmeter), 0:2 Christos Patsatzoglu (82.), 0:3 Georgios Samaras (85.), 0:4 Kostas Katsouranis (90.+4.)         |
| 24.03.2007 | Piräus, Karaiskakis-Stadion     | Türkei                 | 1:4 (1:1) | 1:0 Sotirios Kyrgiakos (5.), 1:1 Tuncay Şanlı (26.), 2:1 Gökhan Ünal (55.), 3:1 Tümer Metin (70.), 4:1 Gökdeniz Karadeniz (81.)            |
| 28.03.2007 | Ta’ Qali, Ta’ Qali-Stadion      | Malta                  | 1:0 (0:0) | 1:0 Angelos Basinas (66., Elfmeter) |
| 02.06.2007 | Iraklio, Pankritio Stadio       | Ungarn                 | 2:0 (2:0) | 1:0 Theofanis Gekas (16.), 2:0 Georgios Seitaridis (29.)                                                                                   |
| 06.06.2007 | Iraklio, Pankritio Stadio       | Moldau                 | 2:1 (1:0) | 1:0 Angelos Charisteas (30.), 1:1 Viorel Frunza (80.), 2:1 Nikos Liberopoulos (90.+3)                                                      |
| 12.09.2007 | Oslo, Ullevaal-Stadion          | Norwegen               | 2:2 (2:2) | 1:0/2:1 Sotirios Kyrgiakos (7./29.), 1:1 John Carew (15.), 2:2 John Arne Riise (39.)                                                       |
| 13.10.2007 | Athen, Olympiastadion           | Bosnien u. Herzegowina | 3:2 (1:0) | 1:0 Angelos Charisteas (10.), 1:1 Mirko Hrgović (54.), 2:1 Theofanis Gekas (58.), 3:1 Nikos Liberopoulos (58.), 3:2 Vedad Ibišević (90.+2) |
| 17.10.2007 | Istanbul, Ali-Sami-Yen-Stadion  | Türkei                 | 1:0 (0:0) | 1:0 Ioannis Amanatidis (79.) |
| 17.11.2007 | Athen, Olympiastadion           | Malta                  | 5:0 (1:0) | 1:0/4:0/5:0 Theofanis Gekas (33./72./74.), 2:0 Angelos Basinas (54.), 3:0 Ioannis Amanatidis(62.)                                          |
| 21.11.2007 | Budapest, Ferenc-Puskás-Stadion | Ungarn                 | 2:1 (1:1) | 1:0 Akos Buzsaky (7.), 1:1 Vilmos Vanczak (22., Eigentor), 2:1 Angelos Basinas (59., Elfmeter)                                             |

### Abschlusstabelle
| Pl. | Land                    | Sp. | S  | U | N | Tore    | Punkte |
| --- | ----------------------- | --- | -- | - | - | ------- | ------ |
| 1.  | Griechenland            | 12  | 10 | 1 | 1 | 025:100 | 31     |
| 2.  | Türkei                  | 12  | 7  | 3 | 2 | 025:110 | 24     |
| 3.  | Norwegen                | 12  | 7  | 2 | 3 | 027:110 | 23     |
| 4.  | Bosnien und Herzegowina | 12  | 4  | 1 | 7 | 016:220 | 13     |
| 5.  | Moldau                  | 12  | 3  | 3 | 6 | 012:190 | 12     |
| 6.  | Ungarn                  | 12  | 4  | 0 | 8 | 011:220 | 12     |
| 7.  | Malta                   | 12  | 1  | 2 | 9 | 010:310 | 05     |

Die ersten zwei Mannschaften qualifizieren sich direkt für die EURO 2008.

## Griechisches Aufgebot
- Am 28. Mai gab der griechische Fußballverband EPO seinen EM-Kader bekannt.

| Nr.               | Name                     | Verein vor EM-Beginn | Geburtstag | Spiele   | Tore     |          |          |          |          |
| Torhüter          | Torhüter                 | Torhüter             | Torhüter   | Torhüter | Torhüter | Torhüter | Torhüter | Torhüter | Torhüter |
| ----------------- | ------------------------ | -------------------- | ---------- | -------- | -------- | -------- | -------- | -------- | -------- |
| 1                 | Antonios Nikopolidis     | Olympiakos Piräus    | 14.10.1971 | 3        | 0        | 0        | 0        | 0        |          |
| 12                | Konstantinos Chalkias    | Aris Thessaloniki    | 30.05.1974 | 0        | 0        | 0        | 0        | 0        |          |
| 13                | Alexandros Tzorvas       | OFI Kreta            | 12.08.1982 | 0        | 0        | 0        | 0        | 0        |          |
| Abwehrspieler     |                          |                      |            |          |          |          |          |          |          |
| 2                 | Georgios Seitaridis      | Atlético Madrid      | 04.06.1981 | 2        | 0        | 1        | 0        | 0        |          |
| 4                 | Nikolaos Spyropoulos     | Panathinaikos Athen  | 10.10.1983 | 1        | 0        | 0        | 0        | 0        |          |
| 5                 | Traianos Dellas          | AEK Athen            | 31.01.1976 | 3        | 0        | 0        | 0        | 0        |          |
| 11                | Loukas Vyntra            | Panathinaikos Athen  | 05.02.1981 | 1        | 0        | 1        | 0        | 0        |          |
| 15                | Vasilios Torosidis       | Olympiakos Piräus    | 10.06.1985 | 2        | 0        | 1        | 0        | 0        |          |
| 16                | Sotirios Kyrgiakos       | Eintracht Frankfurt  | 23.07.1979 | 3        | 0        | 0        | 0        | 0        |          |
| 18                | Ioannis Goumas           | Panathinaikos Athen  | 24.05.1975 | 0        | 0        | 0        | 0        | 0        |          |
| 19                | Paraskevas Antzas        | Olympiakos Piräus    | 18.08.1976 | 2        | 0        | 0        | 0        | 0        |          |
| Mittelfeldspieler |                          |                      |            |          |          |          |          |          |          |
| 3                 | Christos Patsatzoglou    | Olympiakos Piräus    | 19.03.1979 | 1        | 0        | 0        | 0        | 0        |          |
| 6                 | Angelos Basinas          | RCD Mallorca         | 03.01.1976 | 3        | 0        | 1        | 0        | 0        |          |
| 8                 | Stylianos Giannakopoulos | Bolton Wanderers     | 12.07.1974 | 2        | 0        | 0        | 0        | 0        |          |
| 10                | Georgios Karagounis      | Panathinaikos Athen  | 06.03.1977 | 3        | 0        | 2        | 0        | 0        |          |
| 21                | Konstantinos Katsouranis | Benfica Lissabon     | 21.06.1979 | 3        | 0        | 0        | 0        | 0        |          |
| 22                | Alexandros Tziolis       | Panathinaikos Athen  | 13.02.1985 | 1        | 0        | 0        | 0        | 0        |          |
| Stürmer           |                          |                      |            |          |          |          |          |          |          |
| 7                 | Georgios Samaras         | Celtic Glasgow       | 21.02.1985 | 1        | 0        | 0        | 0        | 0        |          |
| 9                 | Angelos Charisteas       | 1. FC Nürnberg       | 09.02.1980 | 3        | 1        | 1        | 0        | 0        |          |
| 14                | Dimitrios Salpingidis    | Panathinaikos Athen  | 18.08.1981 | 1        | 0        | 0        | 0        | 0        |          |
| 17                | Theofanis Gekas          | Bayer 04 Leverkusen  | 23.05.1980 | 2        | 0        | 0        | 0        | 0        |          |
| 20                | Ioannis Amanatidis       | Eintracht Frankfurt  | 03.12.1981 | 3        | 0        | 0        | 0        | 0        |          |
| 23                | Nikos Liberopoulos       | AEK Athen            | 04.08.1975 | 1        | 0        | 1        | 0        | 0        |          |
| Trainer           |                          |                      |            |          |          |          |          |          |          |
|                   | Otto Rehhagel            |                      | 09.08.1938 |          |          |          |          |          |          |

## Vorrunde
| Pl. | Land         | Sp. | S | U | N | Tore    | Diff. | Punkte |
| --- | ------------ | --- | - | - | - | ------- | ----- | ------ |
| 1.  | Spanien      | 3   | 3 | 0 | 0 | 008:300 | +5    | 09     |
| 2.  | Russland     | 3   | 2 | 0 | 1 | 004:400 | ±0    | 06     |
| 3.  | Schweden     | 3   | 1 | 0 | 2 | 003:400 | −1    | 03     |
| 4.  | Griechenland | 3   | 0 | 0 | 3 | 001:500 | −4    | 0      |

|                                        |   |          |           |
| 10. Juni 2008 um 20:45 Uhr in Salzburg |   |          |           |
| Griechenland                           | – | Schweden | 0:2 (0:0) |
| 14. Juni 2008 um 20:45 Uhr in Salzburg |   |          |           |
| Griechenland                           | – | Russland | 0:1 (0:1) |
| 18. Juni 2008 um 20:45 Uhr in Salzburg |   |          |           |
| Griechenland                           | – | Spanien  | 1:2 (1:0) |

Details siehe Fußball-Europameisterschaft 2008/Gruppe D